# Fix-up

A. E. van Vogt în 1963

Un „fix-up” este un roman format din mai multe povestiri scurte scrise de același autor pe aceeași temă. Scrise independent una de cealaltă la date foarte diferite, acestea sunt reunite într-o singură lucrare și aranjate sau ordonate într-o anumită ordine, pentru a forma o intrigă aparent coerentă.
Termenul a fost inventat de scriitorul de science fiction A. E. van Vogt, care a publicat mai multe fix-up-uri ale povestirilor sale, inclusiv Odiseea navei Space Beagle, dar practica (dacă nu termenul) există și în afara science fiction-ului.
Spre deosebire de o culegere de povestiri, în care textele aceluiași autor (de exemplu, povestiri scurte) sunt republicate într-un singur volum în esență neschimbate, într-un „fix-up” textele sunt revizuite stilistic și de conținut pentru a crea impresia unei opere coerente. Acest lucru se poate realiza printr-o legătură destul de slabă, de exemplu printr-o narațiune-cadru. Adesea, însă, textele originale nu sunt încorporate într-un cadru, ci sunt legate direct unele de altele printr-un material de tranziție, ceea ce este util, de exemplu, atunci când mai multe povestiri au loc în aceeași realitate fictivă.

## Exemple
- Cei Patru Mari de Agatha Christie (1927)
- Slan (1946) de A. E. van Vogt
- The Book of Ptath (1947) de A. E. van Vogt
- The World of Null-A (1948) de A. E. van Vogt
- Triplanetary de E. E. Smith
- Cronicile marțiene de Ray Bradbury (1950)
- Fauna spațiului de A. E. van Vogt (1950)
- The Dying Earth (1950) de Jack Vance
- Fundația de Isaac Asimov (1951)
- Orașul de Clifford D. Simak (1952)
- Counter-Clock World de Philip K. Dick (1967)
- Vermilion Sands de J. G. Ballard (1971)
- Les Galaxiales de Michel Demuth, vol. 1 (1976) și 2 (1979)
- Supermintea, Punctul Omega (1977) de A. E. van Vogt
- Peregrinările lui Tuf de George R.R. Martin (1986)
- Roma Æterna de Robert Silverberg (2003)
- Bântuiții de Chuck Palahniuk (2005)
- Olive Kitteridge de Elizabeth Strout (2009)